# المنظمة الأحوازية
المنظمة الأحوازية (بالإنجليزية: Ahwazi Organisation)‏ أو اختصارًا (بالإنجليزية: AO)‏ هي منظمة عربية قومية أحوازية، هدفها تحرير الأحواز والعودة لحدود ما قبل 1925 قبل احتلال بلاد فارس لعربستان، والمنظمة تناضل من أجل تحرير الأحواز وإعلان استقلال الدّولة الأحوازية على كامل التراب الوطني لعربستان بمساحة 375 ألف كيلومتر مربع. وتؤمن باحتلال الأحواز من قبل إيران في 20 إبريل سنة 1925، بعد أسر أمير الأحواز الشيخ خزعل الكعبي.

## من مؤسساتها
- المكتب السياسي

الشعار السابق

- مؤسسة الدراسات القومية الأحوازية: تعد من أهم المؤسسات البحثية الناشطة المختصة بالشأن العربي الأحوازي وقد وضعت دراسات عدة كذلك عن خطورة طموحات ومخططات إيران التوسعية على الأمن القومي العربي وقد ترجمت العديد من بحوثها لعدة لغات على رأسها الإنجليزية.[11]
- القيادة الميدانية العليا: هي القيادة الميدانية للمنظمة وتعمل تحت إشراف المكتب السياسي للمنظمة ومقرها الأحواز حيث تعمل منذ الإعلان عن المنظمة بشكل سرّي.

## تغيير التسمية
أصدرت المنظمة الإسلامية السنية الأحوازية بيانًا يقضي بحذف كلمتي (الإسلامية السنية) من تسميتها لتصبح التسمية الجديدة رسميا (المنظمة الأحوازية)
وصدر البيان عن المكتب السياسي للمنظمة الأحوازية («المنظمة الإسلامية السنية الأحوازية» سابقًا) في يوم الخميس الثامن من كانون الثاني من العام 2015، بمناسبة ذكرى انطلاق المنظمة في الفاتح من كانون الثاني 2015م.